# چارلز آرنتز
چارلز آرنتز (انگلیسی: Charles Arentz; ۸ نوامبر ۱۸۷۸ – ۲۵ سپتامبر ۱۹۶۸) قایقران قایق بادبانی اهل نروژ بود.